# Mine de Sadiola
La mine de Sadiola ou Sadiola Hills est une mine à ciel ouvert d'or située près de Sadiola dans la région de Kayes au Mali. Elle a ouvert en 1996.Elle produit environ 6 tonnes d'or par an et a été exploitée par le sud-africain AngloGold Ashanti [Quand ?] et, en 2025, par le canadien Allied Gold (en) qui a obtenu en 2024 un nouveau permis d'exploitation minière pour 10 ans.
L’or comptait pour plus de la moitié des exportations du Mali avec 927 millions de dollars en 2003 et 12,7 % en 2004. De 1996 à 2002, les exportations d’or sont passées de 18 pour cent à 65,4 pour cent du total des exportations. Dans la même période, les exportations de coton ont décliné de 61 pour cent à 22,4 pour cent.
Sadiola est l’une des plus anciennes mines du Mali et compte plus de 10 000 habitants parmi lesquelles beaucoup de personnes qui sont venues chercher du travail dans les mines. Les autres mines d'or du Mali sont Yatela, Morila (fermée), Kalana et Loulo, les deux premières appartenant aussi à AngloGold Ashanti.